# 田村市市民の歌 〜田村のうた〜
「田村市市民の歌 〜田村のうた〜」（たむらししみんのうた たむらのうた）は、日本の福島県田村市が制定した市民歌である。作詞は和合亮一と田村市市民の歌制作実行委員会の連名、作曲は青木真一。

## 解説
田村市では2020年（令和2年）の合併15周年記念事業として「市民の一体感をさらに高め、いつまでも故郷を誇りに思う郷土愛を持つこと」を制定意義とする市民歌の作成が提案され、同年に組織された制作実行委員会で検討作業を進めて来た。歌詞は自治体歌の多くで行われる懸賞公募ではなく、市民歌に取り入れて欲しいフレーズと言う形で市民から募集を行い、957点の意見を基に詩人の和合亮一と制作実行委員会の合議により決定されたものである。
歌詞の作成作業は新型コロナウイルス感染症の影響で難航し、2022年（令和4年）3月に完成。引き続き作曲部門の募集が行われ、52篇から会津美里町の町民歌「美しきふる里」を作曲した青木真一の応募作が採用された。田村市の市民歌制定により、福島県内の13市は全市において自治体歌を持つことになった。
初演奏は2023年（令和5年）1月29日に田村市役所の多目的ホールで行われ、作曲者の青木がギターで演奏を行ったのち市立船引中学校の生徒による斉唱が行われた。